# Schokker (bateau)
Le schokker est un type de bateau néerlandais.

## Histoire
Ce modèle de bateau, muni d'une voile, s'est développé sur la côte est du Zuiderzee. Il est particulièrement adapté à la pêche dans cet environnement maritime, ainsi qu'à la circulation en rivière.
Selon le dictionnaire étymologique Van Dale, son nom dérive du nom de l'ancienne île de Schokland. La présence de schokkers sur le Zuiderzee est attestée avant le XIXe siècle, notamment par une série de gravures de Gerrit Groenewegen, publiée en 1791.

## Usage
Le schokker est utilisé comme bateau de pêche sur le Zuiderzee et la mer du Nord, mais aussi à des fins de transport ou militaires.

## Galerie

Schokkers
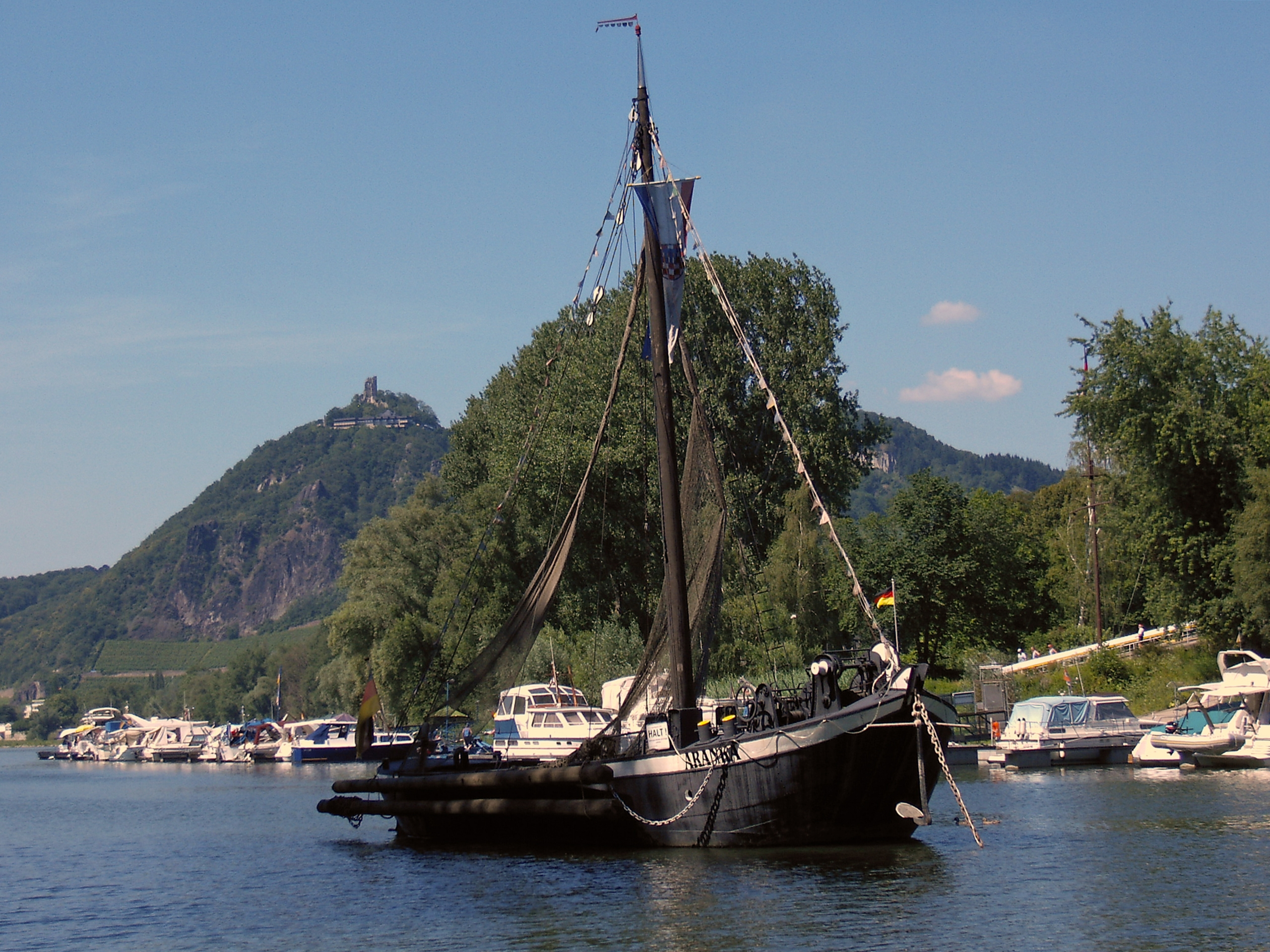
Schokker à Bad Honnef
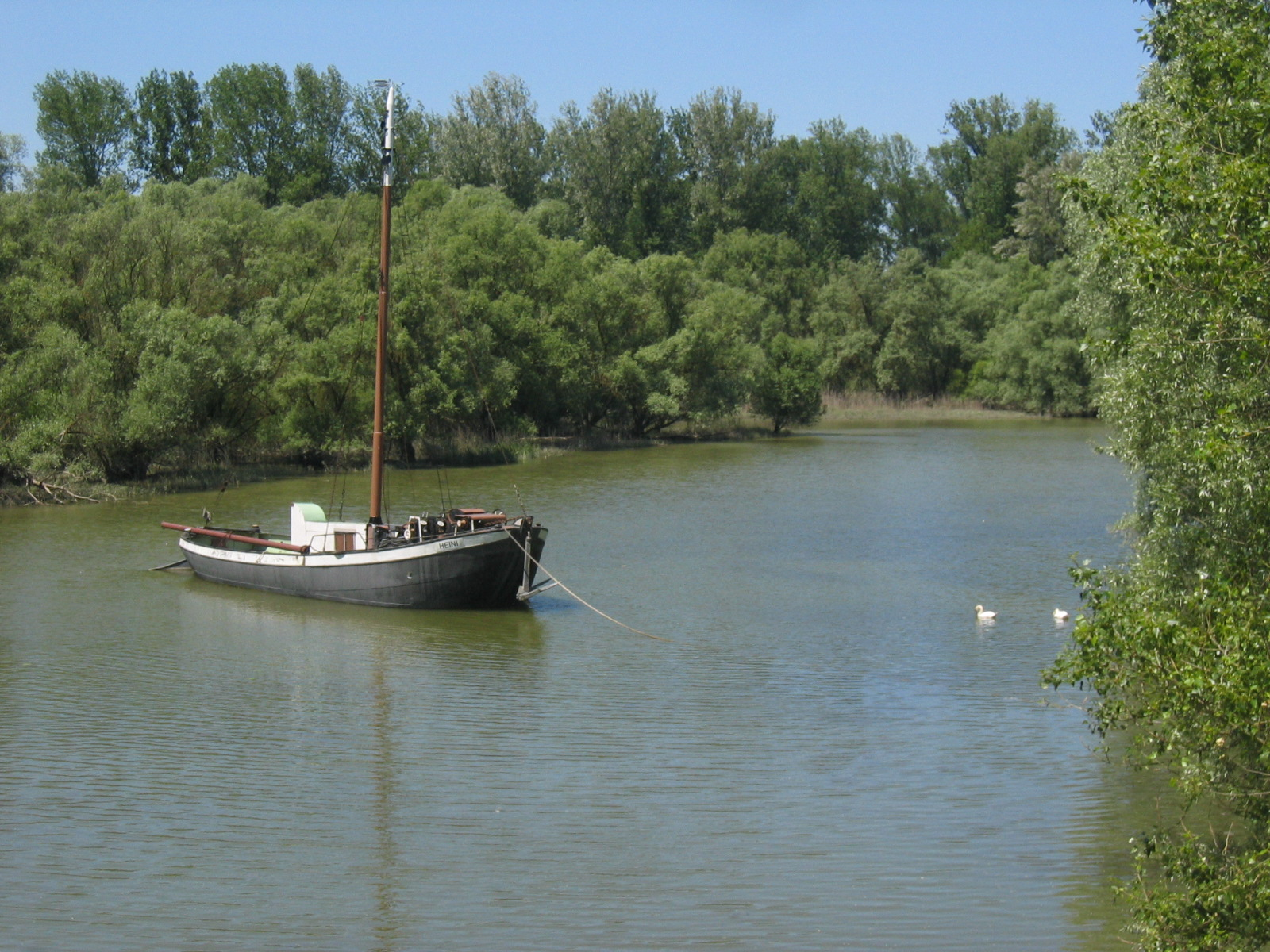
Schokker à Rastatt
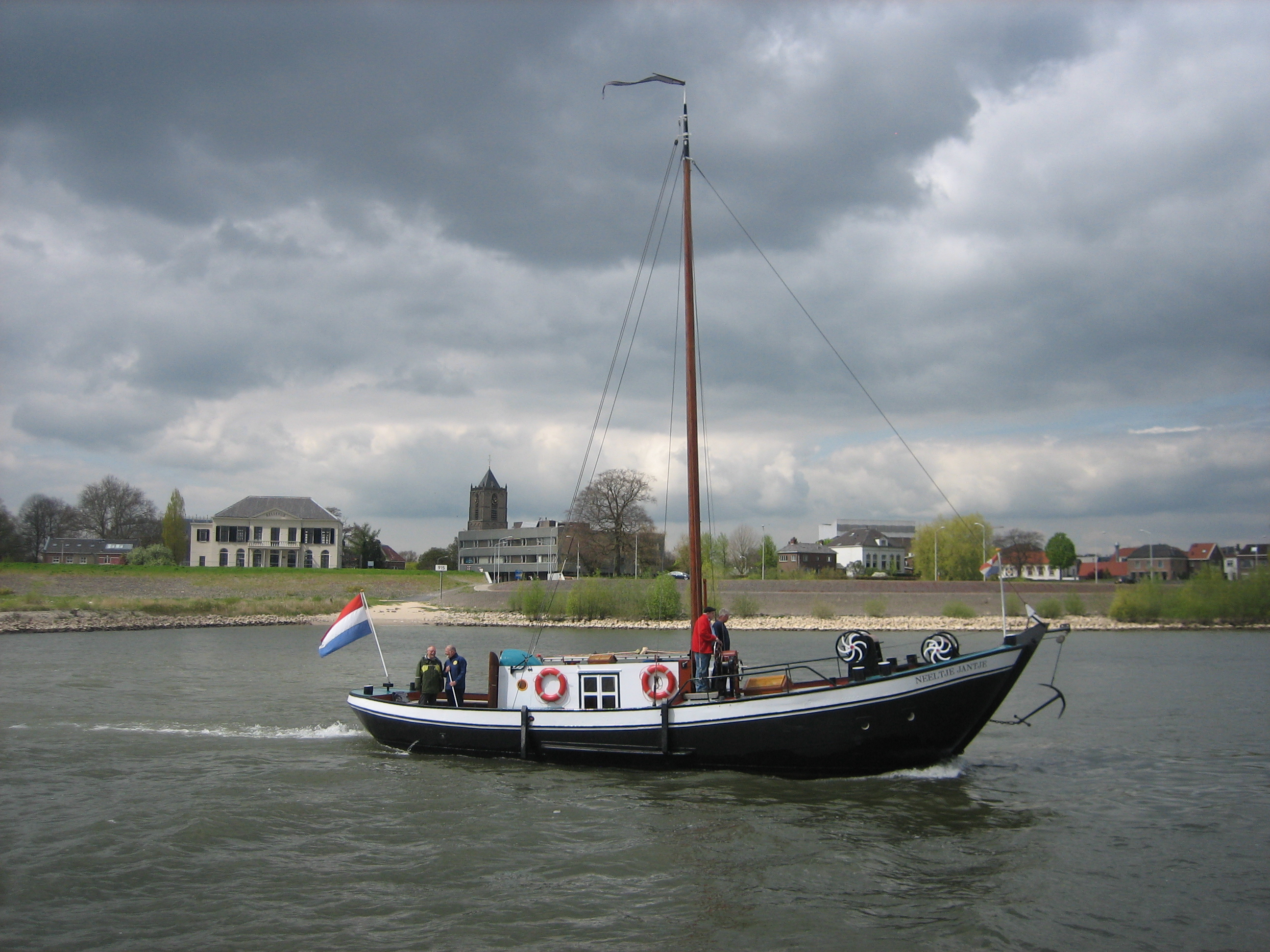
Schokker sur le Waal près de Tiel
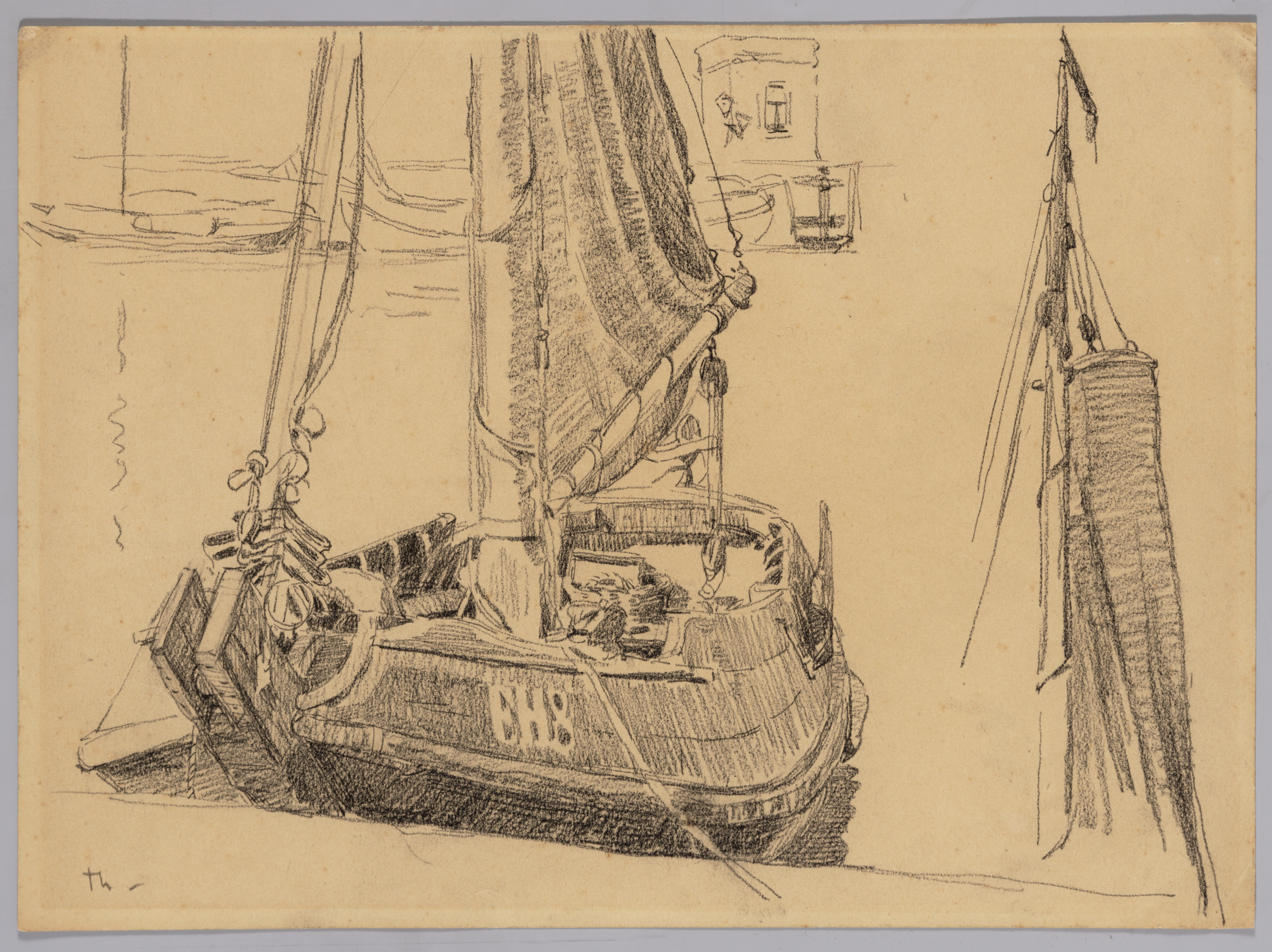
W.B. Tholen, collection du musée du Zuiderzee